# Al-Zein (Großfamilie)
Der Al-Zein-Clan (auch Al-Zain, Al-Zayn) ist eine vor allem in Deutschland ansässige kurdischstämmige Großfamilie, die teilweise der Clan-Kriminalität zugerechnet und mit schweren Straftaten in Verbindung gebracht wird. Einige der etwa 3000 Mitglieder in Deutschland sind als Intensivtäter durch organisierte Kriminalität bzw. Bandenkriminalität auffällig geworden.
Mehrfach vorbestraft oder verurteilt sind einige Familienmitglieder vor allem wegen Drogen- und illegalen Medikamentenhandels, wegen schwerer Gewalt- bzw. Körperverletzungsdelikten, gefährlicher Eingriffe in den Straßenverkehr, Betrugsdelikten, wegen Raubs bzw. Ladendiebstahls und Hausfriedensbruchs, wegen Leistungsmissbrauchs, illegalen Waffenbesitzes, Geiselnahme und Tötungsdelikten. In Interviews gaben Mitglieder auch das Betreiben von Geldwäsche und Schutzgelderpressung zu.
Das LKA Nordrhein-Westfalen rechnete dem Al-Zein-Clan im Jahr 2022 insgesamt 231 Verdächtige in NRW zu, die für 431 Straftaten verantwortlich sein sollen. Im selben Jahr befand sich eine zweistellige Anzahl von Clan-Angehörigen im Gefängnis. Der Clan gilt als zweitgrößter krimineller Clan in Nordrhein-Westfalen.

## Herkunft
Die Familie wird der arabisch-kurdischen Volksgruppe der Mhallami zugerechnet, die ursprünglich aus dem syrisch-türkischen Grenzgebiet stammt. Nach dem Zerfall des Osmanischen Reiches wanderten große Teile der Al-Zein-Familie aus wirtschaftlichen Gründen und aufgrund von Diskriminierung in den Libanon ein, insbesondere in den 1930er-Jahren. Dort nahmen sie den arabischen Namen Al-Zein an.
In den 1980er-Jahren wanderte ein großer Teil der Familie dann über den Libanon und die DDR nach West-Berlin aus.

## Clanmitglieder und mediale Aufmerksamkeit

### Mahmoud Al-Zein
Mahmoud (Mohaiddine) Al-Zein gilt als Oberhaupt des Clans in Deutschland (Stand Januar 2021). Er ist auch als „Pate von Berlin“ oder „El Presidente“ bekannt. Nach Ermittlungen der Polizei ist er in Wirklichkeit türkischer Staatsangehöriger mit Namen Mahmut Uca und aus der südanatolischen Provinz Mardin. Er reiste 1982 mit seiner Familie als Urlauber mit libanesischem Pass nach West-Berlin ein. Nachdem die 1984 erfolgte Ablehnung seines Asylantrags im Jahr 1986 rechtskräftig wurde, war er als Staatenloser in Deutschland nicht mehr abschiebbar, da seine Staatszugehörigkeit aufgrund nicht mehr vorhandener Ausweisdokumente nicht zweifelsfrei zugeordnet werden konnte. Mahmoud Al-Zein war bereits 1998 wegen Drogenhandels, Körperverletzung und räuberischen Diebstahls vorbestraft und wurde erneut 2003 als Drogenhändler verurteilt. Bereits zu dieser Zeit bezeichneten ihn Medienberichte als Clanchef. Im Jahr 2002 bestätigte die Türkei, dass Mahmoud Al-Zein dort als Mahmut Uca registriert sei; die türkische Staatsbürgerschaft sei ihm nach Nichtableistung des Wehrdienstes aberkannt worden. 2003 wurde Mahmoud Al-Zein Gesprächsthema zwischen dem damaligen türkischen Innenminister Abdülkadir Aksu und dem damaligen deutschen Innenminister Otto Schily, da die türkische Seite eine Abschiebung seiner Person in die Türkei verweigerte. Mahmoud Al-Zein ist 2005 erneut wegen Drogenhandels verurteilt worden und wurde mit einer Haftstrafe zu vier Jahren und drei Monaten bestraft. Von 2005 bis 2021 war Mahmoud fast 70 Mal als Tatverdächtiger erfasst und elf Mal verurteilt worden. Laut Spiegel TV bezog er monatlich für sich, seine Frau und neun Kinder 3200 Euro „Arbeitslosengeld, Kindergeld usw.“
Am 29. Januar 2021 bestätigte die Berliner Senatsinnenverwaltung, dass Mahmoud Al-Zein ausgereist sei. Er flog am selben Tag vom Flughafen Berlin Brandenburg mit einigen Familienangehörigen nach Istanbul, um einer möglichen Abschiebung zu entgehen. Gegen ihn wurde zunächst für die Dauer von sechs Monaten eine Wiedereinreisesperre verhängt. Schon 2020 hatte er sich in der Türkei wieder einbürgern lassen. 2020 hatte er auch erneut in Berlin Asyl beantragt aus familiären und gesundheitlichen Gründen. Die Ausländerbehörde verlängerte sein Einreise- und Aufenthaltsverbot auf sieben Jahre. El-Zein reichte gegen das Einreise- und Aufenthaltsverbot eine Klage ein. Das Verwaltungsgericht drängte die Ausländerbehörde im Dezember 2024 zu einem Vergleich, da das Gericht das siebenjährige Einreiseverbot für unverhältnismäßig hielt. In einem Vergleich wurde das Einreiseverbot von sieben auf viereinhalb Jahre verkürzt und endet damit am 29. Juli 2025. Er kann dann ein Visum beantragen. Nach der Verhandlung griff der wegen gefährlicher Körperverletzung, Bedrohung und Drogenhandel vorbestrafter Neffe Fadie Al-Zein den Reporter Thomas Heise von Spiegel TV, mit der Faust an. Heise erstattete Anzeige. Ein Fachkommissariat für Organisierte Kriminalität ermittelt wegen Körperverletzung.

### Mord an Iptehal Al-Zain
Am 1. September 2008 wurde die damals 20-jährige Iptehal Al-Zain an einer Autobahnraststätte tot aufgefunden. Im Januar 2010 verurteilte das Landgericht Hagen ihren zum Tatzeitpunkt 20-jährigen Cousin Ezzedin Al-Zain wegen Beteiligung am Mord aus niedrigen Beweggründen zu 14 Jahren Haft. Der ebenfalls am Mord beteiligte Onkel des Opfers konnte sich durch Ausreise der Strafverfolgung zunächst entziehen. Laut dem Urteil des Gerichts beschloss den Mord (einen so genannten Ehrenmord) ein Familienrat, der den Lebensstil der Frau nicht akzeptierte, da sie in einem Frauenhaus lebte. Im September 2012 wurde der tatverdächtige Onkel Hussain Al-Zein in Finnland festgenommen, nach Überführung nach Deutschland am 15. Juli 2013 wegen gemeinschaftlichen Mordes schuldig gesprochen und mit lebenslanger Freiheitsstrafe belegt. Iptehals Bruder Hüsein Al-Zein wurde im selben Verfahren wegen Mordbeteiligung zu einer Jugendstrafe von sechseinhalb Jahren Haft verurteilt.

### Mahmoud Charr
In der Nacht zum 2. September 2015 wurde Mahmoud Charr in einem Döner-Imbiss in Essen angeschossen und schwer verletzt. Am 14. September stellte sich der bis dahin per Öffentlichkeitsfahndung gesuchte Youssef Hassan, geborener Al-Zein, mit einem Tateingeständnis bei der Polizei. Er wurde wegen gefährlicher Körperverletzung zu fünf Jahren Haft verurteilt.

### KaDeWe-Überfall
Am 20. Dezember 2014 überfielen fünf Personen, darunter Khalil Al-Zein, Jehad Al-Zein, Hamza Al-Zein sowie Hussein Miri das Kaufhaus des Westens (KaDeWe). Dabei richteten sie mit Hiebwaffen erheblichen Sachschaden an und begingen mit dem Versprühen von Reizgas Körperverletzung, da dies Atemwegsbeschwerden bei den anwesenden Kunden verursachte. Ihre Beute war Schmuck im Wert von 817.260 Euro. Nach einer öffentlichen Fahndung konnten drei der fünf Täter gefasst und verurteilt werden. Im Mai 2016 wurde Jehad Al-Zein zu 6 Jahren und 8 Monaten Haft und Hamza Al-Zein im Oktober desselben Jahres zu zwei Jahren und neun Monaten Jugendstrafe verurteilt.

### Mordauftrag von Zaki Al-Zein
Im Dezember 2017 wurde Zaki Al-Zein wegen versuchter Anstiftung zum Mord und der Beihilfe beim KaDeWe-Raub, in die seine Söhne Jehad Al-Zein und Hamza Al-Zein involviert waren, zu sechs Jahren und elf Monaten Haft verurteilt.

### Paralleljustiz
In einer RBB-Reportage aus dem Jahr 2018 über kriminelle arabische Clans bestätigte Jamal El-Zein eine Paralleljustiz, ebenso bereits erfolgte Urteile nach Tötungsdelikten.

### Familien-Union 2011
Im Februar 2011 stellte das Familienmitglied Zadine El-Zein zusammen mit einem Angehörigen des Miri-Clans in einem Interview mit dem Tagesspiegel eine Familien-Union vor, die geschätzte 70 % der Mitglieder beider Familien erreiche. Die Familien-Union habe zum Ziel, vor allem junge Familienmitglieder davon zu überzeugen, dass der Bildungsweg aussichtsreicher sei als eine kriminelle Laufbahn. So wollte die Familien-Union eigene Freizeiteinrichtungen in den Berliner Ortsteilen Neukölln, Wedding und Spandau eröffnen. Zugleich betonte die Union im Interview eine Kooperationsbereitschaft mit der Polizei. Unter den Mitgliedern befinden sich auch Angehörige weiterer arabischer Großfamilien, unter anderem des Remmo-Clans.
Ende 2018 stellte die Stadt Essen die Kooperation mit dem Verein „aufgrund nicht erfüllter Hoffnungen“ ein. Ebenfalls brach die Arbeiterwohlfahrt im Jugendbereich die Partnerschaft mit der Familien-Union „wegen Unvereinbarkeit der Ziele“ ab. Mitglieder der Familienunion bekamen 2019 von der Essener Polizei eine Gefährderansprache, nachdem der Berliner Migrationsforscher Ralph Ghadban nach der Veröffentlichung des Buches Arabische Clans – die unterschätzte Gefahr von Mitgliedern verschiedener Clans bedroht worden war. Im Mai 2019 trat der Vorsitzende der Familien-Union zurück.

### Razzia 2016
Am 12. April 2016 wurden bei einer Razzia 16 Wohnungen, Lokale und Gewerbebetriebe der Familie in den Berliner Ortsteilen Lankwitz, Hermsdorf und Gropiusstadt durchsucht. Für den Einsatz wurden 200 Polizeibeamte eingesetzt, davon 60 Beamte des SEK. Es wurden acht Haftbefehle vollstreckt sowie ein Porsche, Schmuck, Bargeld und eine scharfe Schusswaffe konfisziert.

### Razzia 2021 und Verurteilungen u.a. wegen Geiselnahme
Bei einer Großrazzia mit rund 600 Polizisten gegen den Al-Zein Clan wurden am 8. Juni 2021 Haftbefehle gegen vier Personen vollstreckt und 31 Objekte in Leverkusen, Duisburg und Düsseldorf durchsucht. Es wurden „große Mengen Bargeld“ (alleine in einer Immobilie 343.000 Euro), mehrere Schusswaffen, andere Vermögenswerte wie Rolex-Uhren und eine Villa beschlagnahmt. Die Villa in Leverkusen hatte die Großfamilie im Jahr 2018 für 650.000 Euro gekauft, die sie per Ratenzahlung mit Geld vom Jobcenter abbezahlte (insgesamt 12 Familienmitglieder bezogen Sozialhilfe vom Jobcenter). Im Juni 2022 begann in Düsseldorf der Prozess gegen sieben Mitglieder des Al-Zein-Clans wegen Geiselnahme, bandenmäßigen Sozialbetrugs und weiterer Straftaten. In wechselnder Beteiligung wurde den Angeklagten auch Raub, Steuerhinterziehung, schwere Körperverletzung, Geldwäsche, Erpressung und Zwangsarbeit vorgeworfen. Alle sieben Angeklagten hatten in Verfahren zu den Vorwürfen geschwiegen und die Verteidiger erklärten gleich zu Beginn des Prozesses, dass sich dies nicht ändern würde. Die Familie hatte 26 Anträge auf Sozialleistungen für verschiedene Bedarfsgemeinschaften beim Jobcenter in Leverkusen gestellt, obwohl keine Voraussetzungen dafür vorgelegen hatten, und soll zwischen 2014 und 2021 Sozialleistungen in Höhe von 456.000 Euro bezogen haben. Im Verfahren beantragte die Staatsanwaltschaft die Einziehung der Villa und weiterer Vermögenswerte.
Badia Al-Zein, das Familienoberhaupt der in der Villa in Leverkusen ansässigen Familie, lebt seit 1990 in Deutschland und mindestens bis zu seiner Verhaftung im Jahr 2021 offiziell vom Jobcenter, fuhr jedoch einen Mercedes der S-Klasse, den er auf einen anderen Familienangehörigen angemeldet hatte. Ein Verfahren wegen räuberischer Erpressung gegen ihn wurde im Jahr 2006 eingestellt. Badia Al-Zein wurde über Jahre von Strafverfolgungsbehörden beschattet. In dem Prozess im Jahr 2022 wurde er zu sechs Jahren Freiheitsstrafe wegen Geiselnahme, gefährlicher Körperverletzung und Sozialleistungsbetrug verurteilt. Zwei seiner acht Söhne wurden im selben Jahr zu drei Jahren Gefängnis verurteilt, seine Ehefrau und ein weiteres Kind von ihnen zu Bewährungsstrafen. Mit Stand 2023 hat es noch keine Verwertung der Villa gegeben, so dass die Al-Zeins noch immer darin wohnen.

### Razzia 2022
Am 14. Dezember 2022 fanden in mehr als 20 Städten Durchsuchungen von 55 Objekten durch Polizei und Steuerfahndung statt, unter anderem in Berlin, Köln, Münster, Dortmund, Bochum, Solingen und Gelsenkirchen sowie in Niedersachsen und Hessen. Mehr als 300 Beamte waren im Einsatz, und mehrere Haftbefehle gegen Mitglieder des Clans wurden vollstreckt. Der nordrhein-westfälische Innenminister Herbert Reul sagte, es gehe „um Hehlerei, Betrug und Erpressung im großen Stil“.

### Mordanschlag bei Kindergeburtstag 2025
Am 14. Juli 2025 betrat ein Man einen Hinterhof in Essen, als dort ein Kindergeburtstag stattfand. Als er den Vater des Geburtstagskindes hinter einem Fenster im Gebäude erblickte, zog er eine Pistole und schoss vor den Augen der Gäste siebenmal gezielt auf den 37-Jährigen mit Verbindungen ins Clan-Milieu. Alle Kugeln verfehlten das Ziel. Seitdem sucht die Polizei den 57 Jahre alten Samir Al-Zein, eine Führungsfigur des Al-Zein-Clans.

## Schweden
Der Clan hat Niederlassungen in Malmö, Hässleholm, Landskrona, Lomma und Perstorp.
Laut dem sogenannten Clan-Bericht der Polizeibehörden ist es eines der drei prominentesten familienbasierten kriminellen Netzwerke in Malmö. Insgesamt 15 Männer werden aus Familien mit leicht unterschiedlichen Nachnamen ausgewählt, die aber immer noch Teil desselben Al Zein / El Zein-Clans sind. Mehrere leben im Süden von Malmö und in der südlichen Innenstadt, wo sie im Verdacht stehen, einen großen Einfluss auf die lokale Gemeinschaft zu haben. Einige der Familien sind oder waren in verschiedene Motorradbanden verwickelt: Outlaws, La Familia und in jüngerer Zeit Satudarah. Mehrere wurden wegen Verbrechen verurteilt, darunter schwere Drogendelikte, organisierte Fälschung und versuchte Erpressung. Laut Clan-Bericht der Polizei muss das familienbasierte kriminelle Netzwerk El-Zein familiäre Verbindungen zum Fakhro-Clan in Malmö haben.

## Rezeption
Fernseh-Reportagen
- Die Clans – Arabische Großfamilien in Deutschland. Fernseh-Reportage, Deutschland, 2018, 27:55 Min., Buch und Regie: Olaf Sundermeyer, Moderation: Astrid Frohloff, Produktion: rbb, Reihe: kontraste, Erstsendung: 2. August 2018 bei rbb-Fernsehen
- Arabische Clans in Berlin. Dokumentarfilm, Deutschland, 2016, 53:20 Min., Buch und Regie: Thomas Heise und Claas Meyer-Heuer, Moderation: Maria Gresz, Produktion: Spiegel TV, Reihe: Magazin, Internetpublikation: 11. Dezember 2016

Autobiografie
- Mahmoud Al-Zein: Der Pate von Berlin: Mein Weg, meine Familie, meine Regeln. Droemer Knaur, München 2020, ISBN 978-3-426-27837-6

Kriminalistik
- Dorothee Dienstbühl: Clankriminalität. Schriftenreihe Kriminalistik. C.F. Mueller Verlag, Heidelberg 2021, ISBN 978-3-7832-0061-4